# Bobot
Bobot (ungarisch Bobót) ist eine Gemeinde im Nordwesten der Slowakei mit 719 Einwohnern (Stand 31. Dezember 2024) und gehört zum Okres Trenčín, einem Teil des Trenčiansky kraj.

## Geographie
Die Gemeinde befindet sich im nördlichsten Teil des Hügellands Nitrianska pahorkatina und somit auch des slowakischen Donautieflands, am Bach Machnáč. Das Ortszentrum liegt auf einer Höhe von 240 m n.m. und ist 12 Kilometer von Bánovce nad Bebravou sowie 25 Kilometer von Trenčín entfernt.
Verwaltungstechnisch gliedert sich die Gemeinde in Gemeindeteile Bobot und Bobotská Lehota (1971 eingemeindet).
Nachbargemeinden sind Motešice und Omšenie im Norden, Krásna Ves im Nordosten, Timoradza im Osten, Podlužany im Südosten, Horňany im Süden, Svinná im Südwesten und erneut Motešice im Westen.

## Geschichte

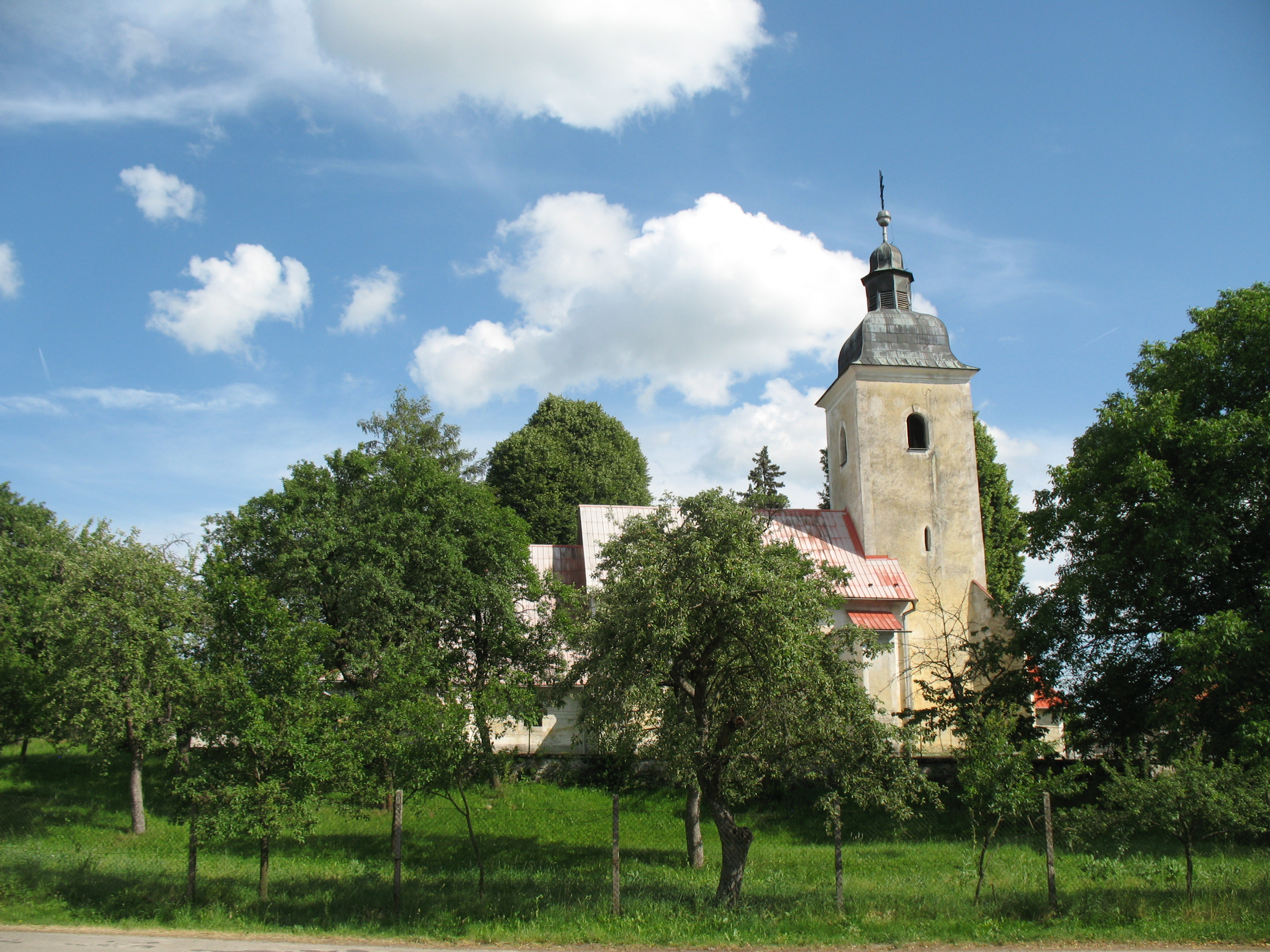
Kirche in Bobot

Bobot wurde zum ersten Mal 1332 als Bodac schriftlich erwähnt. Bis zum 16. Jahrhundert lag Bobot im Herrschaftsgebiet der Burg Trentschin, danach war es Teil des Herrschaftsguts von Banowitz. Dazu besaß die Familie Motešický Güter im Ort. 1598 standen im Dorf eine Mühle und 29 Häuser, 1720 waren fünf Steuerpflichtige verzeichnet. 1828 zählte man 43 Häuser und 348 Einwohner, deren Haupteinnahmequelle Landwirtschaft war, dazu waren vom 18. bis zum 20. Jahrhundert ein Papierwerk, im 19. Jahrhundert ein Kalkbruch und -werk in Betrieb.
Bis 1918 gehörte die im Komitat Trentschin liegende Gemeinde zum Königreich Ungarn und kam danach zur Tschechoslowakei beziehungsweise heute Slowakei.

## Bevölkerung
| Jahr                | 1994 | 2004    | 2014    | 2024    |
| ------------------- | ---- | ------- | ------- | ------- |
| Anzahl der Personen | 771  | 725     | 757     | 719     |
| Unterschied         |      | −5,96 % | +4,41 % | −5,01 % |

| Jahr                | 2023 | 2024    |
| ------------------- | ---- | ------- |
| Anzahl der Personen | 728  | 719     |
| Unterschied         |      | −1,23 % |

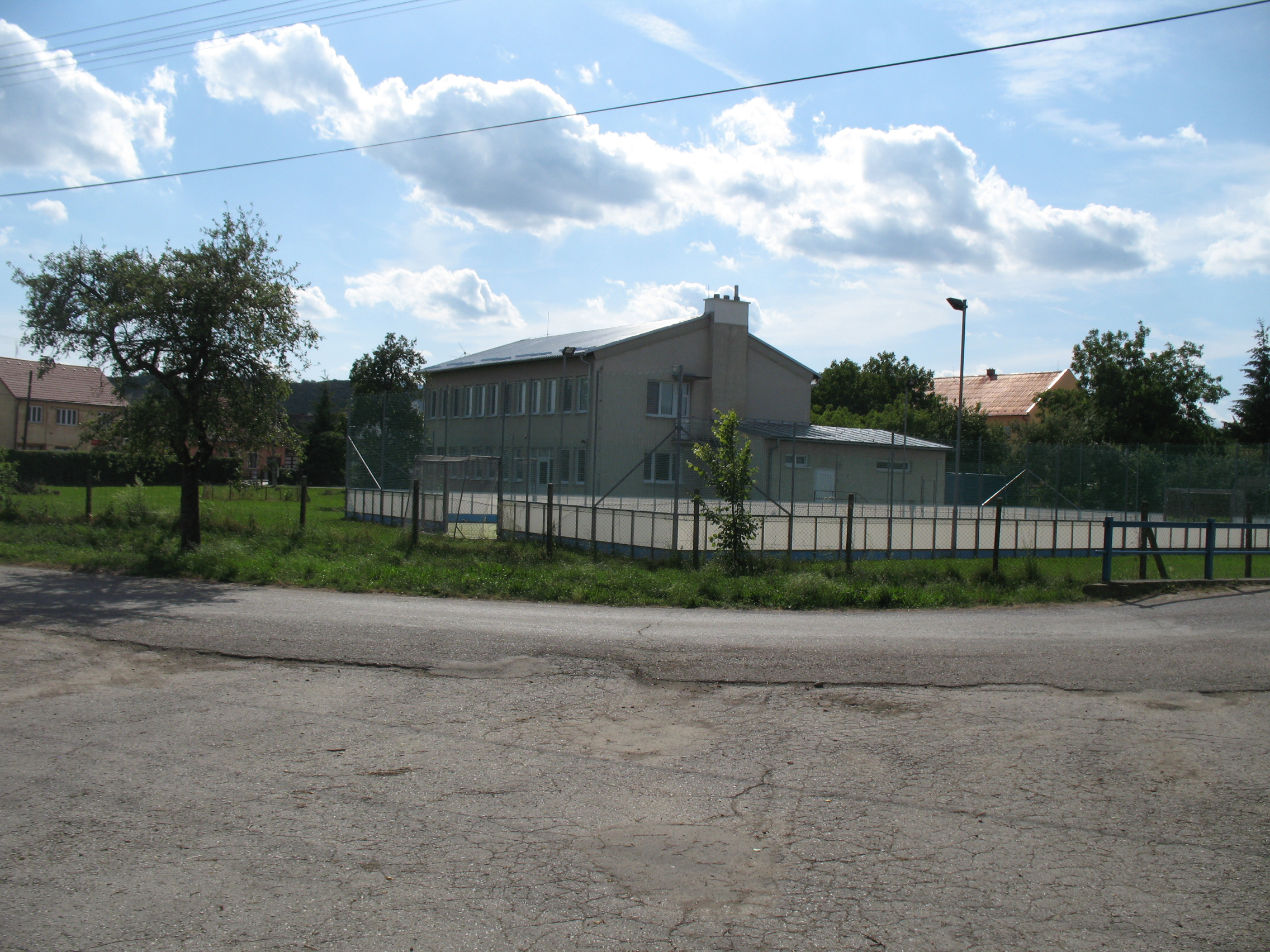
Örtliches Schulgebäude

Nach der Volkszählung 2011 wohnten in Bobot 755 Einwohner, davon 690 Slowaken sowie jeweils zwei Deutsche, Mährer und Tschechen. 59 Einwohner machten keine Angabe zur Ethnie.
632 Einwohner bekannten sich zur römisch-katholischen Kirche, fünf Einwohner zur Evangelischen Kirche A. B., vier Einwohner zur altkatholischen Kirche sowie jeweils ein Einwohner zur Brüderkirche, zur evangelisch-methodistischen Kirche und zur griechisch-katholischen Kirche. 32 Einwohner waren konfessionslos und bei 79 Einwohnern wurde die Konfession nicht ermittelt.

## Bauwerke und Denkmäler
- römisch-katholische Nikolauskirche im gotischen Stil aus dem 13. Jahrhundert
- Kapelle Sieben Schmerzen Mariens aus dem Jahr 1945

## Söhne und Töchter der Gemeinde
- Michal Rešetka (1794–1854), slowakischer Geistlicher und Verleger